# 佐倉康彦
佐倉 康彦（さくらやすひこ、1963年 7月8日）日本のコピーライター、プランナー、クリエイティブディレクター。足利市出身。

## 略歴・人物
栃木県 足利市に生まれる。21歳の頃、仲畑貴志氏と出会う。リクルート、マドラコミュニケーションズ、サン・アド、博報堂C&D、博報堂を経て、仲畑貴志氏とともにナカハタ設立に参加。現在に至る。1991年に、広告批評掲載の明治屋シリーズ広告で東京コピーライターズクラブ新人賞を受賞。その後、同クラブの審査委員長賞、クラブ賞、グランプリを受賞。サン・アド時代に携わった仕事に、サントリー「ザ・カクテルバー」、グンゼ「BODY WILD」、資生堂「タフィ」、「UV WHITE」、トヨタ自動車「ALLEX」、レナウン、ラフォーレ原宿、ギャガ、フジテレビ、本田技研工業、明治製菓、ロッテ、武田薬品工業、JR東海などのキャンペーンを担当。また、河村隆一氏プロデュースのユニット「Say a Little Prayer」の全MVやエレファントカシマシのプロモーションなども手掛ける。他に真心ブラザーズ「別れの歌三部作」の全MV、その楽曲のためのショートフィルム「My name is MAGOKORO」を永瀬正敏主演で企画制作を担当。またサン・アドのプロダクトレーベル「Rock,Paper,Scissors」の立ち上げなど、広告以外の幅広い分野のクリエイティブを手掛ける。
博報堂C&D時代には、日清食品グループの企業スローガン「おいしい、の その先へ。」を開発。他にソニー・インタラクティブエンタテインメント「PlayStation 3」のローンチムービー、リクルート「卒おめ」キャンペーンなども立ち上げた。博報堂へ転籍後には、トヨタ自動車「VELLFIRE」のキャンペーンなどを担当。 2008年8月には、仲畑貴志氏とともに電通との共同出資で設立されたプランニングブティック「ナカハタ」に参加。大正製薬、リクルート「リクナビ」、「リクルートエージェント」、アデランス「アデランスヘアクラブ」、ジャパンゲートウェイ「メルサボン」シリーズや「レヴール」を手掛ける。他に、日本グッドイヤー、赤城乳業、コーセーコスメポート、ジョンソン・エンド・ジョンソン「アキュビュー」、味の素の企業広告シリーズ、ゆうちょ銀行、資生堂「マキアージュ」とそのスピンオフムービーで二階堂ふみ、星野源主演の「Snow Beauty」やパーソルグループの企業タグライン「はたらいて、笑おう。」などを担当。また、2019年12月公開の松竹「男はつらいよ50～お帰り寅さん～」やスキマスイッチ「青春」のMVなども手掛けている。 
共著、寄稿、インタビューなどに「コピーバイブル」「新約コピーバイブル」「効告」「はじまりの詩」「SUNAD at WORKS」「コピーライターほぼ全史」などがある。 TCC新人賞、審査委員長賞、クラブ賞、グランプリ、ACC賞、TOKYO ADC賞、NY.ADC、NYフェスティバルBronzeなど受賞多数。多くの広告セミナーなどの講師や、広告賞の審査委員なども行っている。

## 代表的なキャッチコピー
- 贅沢が、貧しくしてる。(明治屋)
- 愛だろ、愛っ。（サントリー）
- 大好きというのは、差別かもしれない。(イザック)
- 私服を、肥やせ。(レナウン)
- バザールファイター（ラフォーレ原宿）
- 男のパンツの広告してます。（グンゼ）
- 21から、乾かない。（資生堂）
- 自由の燃える温度。(ギャガ・華氏911)
- この顔にピンときたら911(ギャガ・華氏911)
- 誰もがいつか失う重さ。（ギャガ・21グラム）
- 卒業って、出会いだ。（リクルート）
- おいしい、の その先へ。（日清食品）
- はたらいて、笑おう。（パーソル）
- ただいま。このひと言のために、旅に出る（松竹・男はつらいよ50）